# Pasa Gadang
Pasa Gadang is een bestuurslaag in het regentschap Padang van de provincie West-Sumatra, Indonesië. Pasa Gadang telt 6029 inwoners (volkstelling 2010).